# Derby du Tyne and Wear
La rivalité entre le Newcastle United FC et le Sunderland AFC, se réfère à l'antagonisme entre deux des principaux clubs de football du Tyne and Wear. Leurs confrontations portent par conséquent le surnom de Tyne-Wear Derby (français : Derby du Tyne and Wear).
Cette rencontre est « le plus grand derby d'Angleterre » selon Bobby Robson, principalement connu pour ses succès en tant qu'entraîneur pour différents clubs européens mais aussi comme sélectionneur national de l'Angleterre.
Elle réunit les deux équipes qui se trouvaient dans la même région, à savoir le comté de Northumberland, jusqu'en 1974, année d'application du Local Government Act 1972. Les terrains de jeu des deux formations sont à peine séparés de 20 kilomètres.

## Histoire
Bien avant l'apparition du football, les villes de Newcastle upon Tyne et Sunderland étaient déjà en conflit notamment lors de la Première Révolution anglaise au milieu du XVIIe siècle et lors de la Révolution industrielle du 19e, concurrence alors commerciale.
Il faudra attendre la saison 1996-1997 pour voir, pour la première fois, le Sunderland AFC et le Newcastle United FC réunis en Premier League. Les supporters des Magpies sont alors interdits de déplacement au Roker Park (l'ancien stade de Sunderland), jugé trop dangereux pour pouvoir supporter un derby.

## Joueurs ayant joué dans les deux clubs
| Joueur           | Saison à Newcastle United | Saison à Sunderland AFC |
| ---------------- | ------------------------- | ----------------------- |
| John Campbell    | 1897-1899                 | 1890-1897               |
| Stanley Anderson | 1963-1965                 | 1952-1963               |
| Pop Robson       | 1962-1971                 | 1979-1981               |
| Lee Clark        | 1990-1997 et 2005-2007    | 1997-1999               |
| Shay Given       | 1997-2009                 | 1996                    |
| Jack Colback     | 2014-2020                 | 2009-2014               |

## Navigation